# 佛瑞德·布魯克斯
小弗雷德雷克·菲利普斯·「佛瑞德」·布魯克斯（英語：Frederick Phillips "Fred" Brooks, Jr，1931年4月19日—2022年11月17日）是一名來自美国北卡羅來納州德罕的軟體工程師、學者，曾任IBM系统部主任，主持开发过OS/360等大型电脑（计算机）用的操作系统软体。
后来，布鲁克斯离开IBM公司，任教於北卡羅萊納大學教堂山分校，擔任計算機科學Kenan講座教授，并著书立说。他所著的《人月神話》一書，被視為是軟體工程的重要書籍之一。為1999年圖靈獎得主。

## 生平
1953年，畢業於杜克大學，取得物理學學士學位。1956年，於哈佛大學，取得應用數學（計算機科學）博士學位，指導教授為霍華德·艾肯。畢業後，隨即進入IBM工作。
1961年，負責System/360開發計畫的部分硬體設計。在System/360硬體設計準時進入工廠生產階段之後，因為軟體開發時程嚴重落後，1964年，佛瑞德·布魯克斯被指派負責System/360開發計畫的OS/360軟體。
1965年，布鲁克斯离开IBM公司，任教於北卡羅萊納大學教堂山分校，在此創立計算機科學學系。
1975年，出版《人月神话》。1986年，發表《没有银弹》。

## 出版書目
- 沒有銀彈（No Silver Bullet: Essence and Accidents of Software Engineering）
- 人月神话（The Mythical Man-Month: Essays on Software Engineering），1975年初版
- 再论人月神话（The Mythical Man-Month: Revised Essays on Software Engineering），1995年紀念版
- 設計的設計：一位電腦科學家的設計歷險（The Design of Design: Essays from a Computer Scientist）

## 荣誉
- 美国国家科学委员会会员 - National Science Board (1987-1992)
- 美国国防科学委员会会员 - Defense Science Board (1983-86)
- 国防应用软体攻关委员会主席 - Chairman, Military Software Task Force (1985-87)
- 电脑模拟与电脑训练攻关委员会成员 - Member, Computers in Simulation and Training Task Force (1986-87)
- 人工智能攻关委员会成员 - Member, Artificial Intelligence Task Force (1983-84)

## 外部來源
- （英文） Fred Brooks個人首頁 （页面存档备份，存于）